# SMS Bremse
Pour les autres navires du même nom, voir Bremse (navire).
Le SMS Bremse est un croiseur-mouilleur de mines de la classe Brummer construit pour la Kaiserliche Marine pendant la Première Guerre mondiale.
Conçu en 1914, sa quille est posée le 27 avril 1915 au chantier naval AG Vulcan de Stettin. Il est lancé le 11 mars 1916 et mis en service dans la Hochseeflotte le 1er juillet 1916.

## Historique

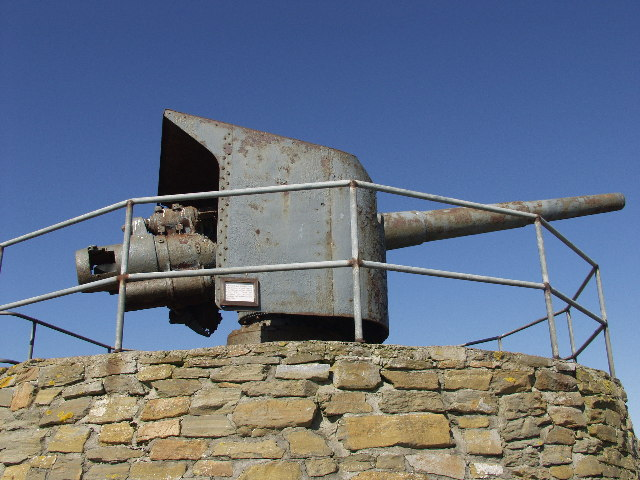
Canon 150mm du SMS Bresme.

Le Bremse fit partie du IIe puis du IVe groupe de reconnaissance de la Hochseeflotte. Il effectua en décembre 1916 un raid au large du Fisher Bank (en), et en janvier 1917, participa avec le Brummer à la mise en place d'un champ de mines entre Norderney et Heligoland. Le croiseur eut également l'occasion de se servir de sa DCA pour protéger le Zeppelin L44 contre des chasseurs britanniques en septembre 1917. En octobre, il fut détaché avec son sister-ship dans l'attaque des convois et du 16 au 18, décima un convoi en coulant 8 cargos et un destroyer, un autre étant mis hors de combat. Il fit ensuite des sorties contre le trafic marchand, puis effectua un raid sur les côtes de Norvège en avril 1918. Comme le Brummer, il fut contraint de rejoindre la base britannique de Scapa Flow après la capitulation et s'y saborda le 21 juin 1919. Le Bremse coula à 14 h 30. Contrairement à son sister-ship, il fut renfloué le 27 novembre 1929 puis démoli de 1932 à 1933 à Hoy, en Écosse.